# جاکومو بوتزانو
جاکومو بوتزانو (انگلیسی: Giacomo Bozzano; ۱۲ آوریل ۱۹۳۳ – ۲۱ نوامبر ۲۰۰۸) بوکسور اهل ایتالیا بود.